# Angry Birds Epic
Angry Birds Epic è stato un videogioco di ruolo free-to-play, sviluppato da Rovio Entertainment. Il gioco è stato annunciato il 7 marzo 2014 ed è uscito in tutto il mondo il 12 giugno seguente per Android, iOS e Windows Phone. In Australia, Canada e Nuova Zelanda è stato reso disponibile in beta testing dal 17 marzo su iOS.
Epic è il decimo capitolo della serie Angry Birds e dispone di combattimenti a turni e di un sistema di crafting.

## Trama
La storia inizia con il Re dei maiali che ordina al principe Porky  e Wizpig  di rubare le uova degli angry birds, mentre Red sta cucinando una zuppa e Chuck sta dormendo. Segue il filmato dove Wizpig teletrasporta un uovo nel castello dei maiali di cobalto, Porky ordina a Monty e i malandrini di levare le tende con l'incudine magica, la macchina dei maiali d'oro, e Chuck viene rapito. Red dopo mille peripezie, e dopo essersi rincontrato con Chuck, Matilda, Bomb e Jim, Jay e Jake (i Blues), combatte con loro i maiali, Porky e Wizpig, rubandogli quattro delle loro cinque uova, ottenendo veicoli speciali (nave di Bomb, dirigibile del prof. Porco e sottomarino del maiale caposquadra). Sconfitto il Re, Porky e Wizpig al castello del Re dei maiali il gioco sembra finito, ma Wizpig si rivela il vero antagonista rubando l'ultimo uovo e la corona del Re scappando sulla montagna Testa di Porco, costruendosi un proprio castello e chiamando i cinque maiali stregoni supremi per creare uno scudo attorno al castello. Sconfitti i maiali stregoni e Wizpig nella prima fase della battaglia finale, Wizpig si potenzia diventando Wizpig Demoniaco per non essere sconfitto dagli uccelli. Fortunatamente Porky partecipa alla battaglia e sconfigge Wizpig definitivamente. Dopodiché la corona viene restituita al Re e con tutte le uova viene sbloccata la caverna della Cronistoria. È possibile anche sfidare lo Spirto della Spada (Red malvagio) ai Vecchi Tumuli per sbloccare il dojo di Mighty Eagle. Nel finale si vedono Mighty Eagle, Red, Chuck, Matilda, Bomb, i Blues, Porky, il Re e il prof. Porco su una scogliera davanti al tramonto a forma di uovo.

## Personaggi
Uccelli
| # | Nome                           | Ruolo       | Disponibilità                                                  | Caratteristiche |
| - | ------------------------------ | ----------- | -------------------------------------------------------------- | --- |
| 1 | Red                            | Guerriero   | Immediata                                                      | Resiste a numerosi attacchi utilizzando barriere per proteggere gli alleati. Attacco: basso, Difesa: alta e Vita: media.                              |
| 2 | Chuck                          | Stregone    | 2° uccello sbloccabile                                         | Buona potenza d'attacco a discapito della difesa, può attaccare più nemici alla volta. Attacco: medio, Difesa: bassa e Vita: media.                   |
| 3 | Matilda                        | Guaritrice  | 3° uccello sbloccabile                                         | Supporto per gli altri membri in grado di potenziare e curare, utilizza anche veleni contro gli avversari. Attacco: basso, Difesa: media, Vita: alta. |
| 4 | Bomb                           | Pirata      | 4° uccello sbloccabile                                         | Concentrandosi solo sull'attacco riesce ad infliggere danni elevati con un singolo colpo. Attacco: alto, Difesa: media e Vita: bassa.                 |
| 5 | Blues                          | delinquenti | 5° uccello sbloccabile                                         | Basa i suoi combattimenti su trappole e tranelli per gli avversari avvantaggiando la squadra. Attacco: medio, Difesa: bassa e Vita: media.            |
| 6 | Mercenario della Grande Aquila | -           | Solo nei livelli sotterraneo e nella caverna della cronistoria | È un Angry Bird con classe e set di armi casuale. Può essere assoldato con 15 monete portafortuna.                                                    |

Alleati porcini
Compaiono come alleati nei livelli dei portali dell'amicizia, nei sotterranei e nei livelli della caverna della cronistoria. A differenza degli angry birds, questi hanno un'unica classe (significa che hanno un solo attacco, una sola abilità di difesa e abilità di furia).
Il Professor Porco non è un personaggio giocabile; egli vende potenziamenti per pozioni nel laboratorio, che si sbloccano salendo di livello. Egli costruirà una mongolfiera e un sottomarino che potrete usare per navigare in aria o sott'acqua.
| # | Nome           | Ruolo        | Disponibilità                                     | Caratteristiche |
| - | -------------- | ------------ | ------------------------------------------------- | --- |
| 1 | Mr Porchetta   | Tifoso       | Portali - Sotterraneo - Caverna della cronistoria | Maiale travestito da uccello dotato di un grande gianto da tifoso (compare nell'episodio Angry Birds Toon Il vero blues?); ottenibile ogni 12 ore o pagando con le monete d'oro. Abilità offensiva: borseggiatore (infligge il 100% dei danni e ruba due o tre grugnini al bersaglio). Abilità difensiva: le pozioni date al bersaglio hanno il 65% di essere rifornite gratis. Abilità di furia: oggetti gratis (cura tutti del 35% e riempie il peperoncino della furia del 35%). |
| 2 | Principe Porky | Principe     | Caverna della cronistoria                         | Dopo esser stato tradito da Wizpig partecipa alla battaglia finale per sconfiggerlo. Prima di essere tuo alleato, è uno degli antagonisti principali. La sua arma è una racchetta da sci\pugnale. Abilità offensiva: pugnalata virtuosa (infligge il 100% dei danni tre volte). Abilità difensiva: pan per focaccia (tutti gli alleati subiscono il 15% dei danni in più, ma la loro potenza aumenta del 30%). Abilità di furia: granata della mano santa (infligge il 250% dei danni a tutti i nemici; come suggerisce il nome, qualsiasi zombi o fantasma che viene messo K.O. dall'attacco o che è in via di rianimazione, viene rimosso dal campo di battaglia). |
| 3 | Indiana Pork   | Avventuriero | Caverna della cronistoria                         | Viene sfidato ai boschi della fionda orientali prima di diventare tuo alleato nella caverna della cronistoria; come Indiana Jones, maneggia una frusta e porta un cappello da avventuriero. Abilità offensiva: colpo di frusta (annulla tutti gli effetti benefici dal bersaglio e infligge il 100% dei danni). Abilità difensiva: contrattacco (se l'angry bird bersaglio viene colpito c'è il 100% di possibilità che contrattacchi). Abilità di furia: mulinello di frusta (infligge il 150% dei danni con il 15% di possibilità di stordire i nemici). |

Maiali da sconfiggere
- Maiali semplici: I classici maiali verdi, vestiti in base al luogo e con abilità differenti. Ogni tanto compare un maiale con un sacco di grugnini (se lo si sconfigge si guadagnano 50 monete).

- Maiali fantasmi: Maiali vestiti con un lenzuolo bianco, che dopo essere stati sconfitti, in pochi turni tornano in vita se vi sono ancora maiali in vita.

- Maiali zombi: Anch'essi dopo essere stati sconfitti, in pochi turni tornano in vita se vi sono ancora maiali in vita.

- Principe Porky: Il primo boss che si incontra nel gioco. All'inizio catturerà Chuck, rubando anche le uova e si farà vivo molte volte nel corso del gioco. Alla fine si dovrà sconfiggere insieme a Wizpig e al Re dei maiali, ma si unirà agli uccelli per sconfiggere Wizpig Demoniaco. È necessario usare attacchi deboli multipli o veleni contro di lui, in quanto si protegge dagli attacchi di alta potenza. Può anche aumentare l'attacco di tutti i maiali del 25%, ma diminuisce la difesa di essi dello stesso ammontare

- Wizpig: L'antagonista principale del gioco. È lui a custodire le uova e si incontra negli ultimi tre castelli. Dopo averlo sconfitto per la terza volta, insieme a Porky e al Re, prenderà l'ultimo uovo e andrà nel suo castello, protetto dagli stregoni maiali supremi. Una volta battuto nella prima ondata, si trasformerà in Wizpig Demoniaco ma verrà sconfitto grazie a Porky. Utilizza principalmente stregonerie in grado di fulminare i Birds e guarire allo stesso tempo.

- Re dei maiali: Si sconfigge nel quinto castello e sarà accompagnato da Wizpig e il Principe Porky. È molto debole in quanto il suo unico attacco consiste nel ruttare al nemico (infliggendo pochissimi danni) e bloccare la sua abilità di furia. Può anche caricarsi per tre turni per poi piangere senza fare niente. In compenso ha una vita molto alta.

### Classi
| Uccello | Classi | Abilità offensiva | Abilità difensiva |
| --- | --- | --- | --- |
| Red Abilità di furia: Assalto eroico (infligge il 500% dei danni al nemico con più salute). | Cavaliere: prima classe sbloccata da Red all'inizio. Indossa un elmo da cavaliere con pennacchio rosso.                                                                                | Attacco: infligge il 115% dei danni, in più il bersaglio attacca solo red per tre turni; dura tre turni.                                                  | Protezione: crea uno scudo che protegge Red o l'angry bird bersaglio subendo il 55% dei danni in meno; dura 2 turni.                                          |
| Red Abilità di furia: Assalto eroico (infligge il 500% dei danni al nemico con più salute). | Guardiano: seconda classe sbloccata agli altopiani di cobalto. Indossa un simil colbacco di ferro con un uovo come stemma; costa 100 grugnini.                                         | Sopraffazione: infligge il 95% dei danni e riduce del 25% la potenza d'attacco del nemico; dura 2 turni.                                                  | Aura di forza: tutti gli angry birds subiscono il 25% dei danni in meno; dura tre turni.                                                                      |
| Red Abilità di furia: Assalto eroico (infligge il 500% dei danni al nemico con più salute). | Samurai: terza classe sbloccata alla laguna calcarea. Indossa un elmo da samurai con tre uova come simbolo; Costa 115 grugnini.                                                        | Assalto del drago: infligge il 50% dei danni per 3 volte (utile per avere più possibilità di stordire fare un attacco in serie o infliggere danni extra). | Formazione difensiva: l'angry bird bersaglio subisce il 50% dei danni in meno; gli altri subiscono il 40% in meno; dura 1 turno.                              |
| Red Abilità di furia: Assalto eroico (infligge il 500% dei danni al nemico con più salute). | Paladino: quarta classe sbloccata alla barriera di stelle. Indossa un elmo con le ali dorato; costa 60 monete portafortuna.                                                            | Assalto sacro: infligge il 135% dei danni e cura del 40% l'angry bird più colpito.                                                                        | Devozione: Red subisce danni al posto dell'angry bird bersaglio, e il bersaglio subisce il 35% dei danni in meno; dura tre turni.                             |
| Red Abilità di furia: Assalto eroico (infligge il 500% dei danni al nemico con più salute). | Vendicatore: ultima classe sbloccata ai vecchi tumuli. Indossa un elmo vichingo con le corna puntate in avanti; costa 1000 grugnini.                                                   | Vendetta: infligge l'80% dei danni che incrementano del 2% per l'1% di salute persa.                                                                      | Ti sfido!: l'angry bird bersaglio viene attaccato da tutti e subisce il 20% dei danni in meno; dura due turni.                                                |
| Red Abilità di furia: Assalto eroico (infligge il 500% dei danni al nemico con più salute). | Guardia di pietra: classe introdotta con l'evento "Nella Giungla" Indossa un elmo di pietra Inca con corna e piume; costa 275 monete d'oro.                                            | Assalto selvaggio: infligge 2 x 195 danni; bersagli colpiti da effetti negativi subiscono il 150% del danno.                                              | Protezione ancestrale: il bersaglio è protetto per 3 turni; il danno inferto dal nemico viene ridotto del 40% dopo aver attaccato il bersaglio; dura 3 turni. |
| Chuck Viene salvato da Red nella prigione porcina. La sua abilità speciale è colpire tutti i nemici. Abilità di furia: Velocità della luce (tutti gli angry birds lanciano 5 attacchi colpendo nemici a caso).                                                                                              | Mago: prima classe di Chuck. Indossa il classico cappello da mago con la piuma. | Tempesta: infligge a tutti i nemici il 55% dei danni. | Scudo shock: i nemici che attaccano l'angry bird bersaglio subiscono il 75% dei danni; dura tre turni.                                                        |
| Chuck Viene salvato da Red nella prigione porcina. La sua abilità speciale è colpire tutti i nemici. Abilità di furia: Velocità della luce (tutti gli angry birds lanciano 5 attacchi colpendo nemici a caso).                                                                                              | Indovino: seconda classe sbloccata agli altopiani di cobalto. Indossa un cappello azzurro con un fulmine per simbolo; costa 115 grugnini.                                              | Prosciuga energia: infligge il 45% dei danni a tutti i nemici con il 65% di possibilità di annullargli gli effetti benefici.                              | Velocità fulminea: l'angry bird bersaglio attacca un nemico a caso.                                                                                           |
| Chuck Viene salvato da Red nella prigione porcina. La sua abilità speciale è colpire tutti i nemici. Abilità di furia: Velocità della luce (tutti gli angry birds lanciano 5 attacchi colpendo nemici a caso).                                                                                              | Veggente: terza classe sbloccata alla costa pirata. Indossa un cappello con due piume ai lati e una luna con le nuvole come simbolo; costa 200 grugnini.                               | Pioggia acida: infligge il 20% dei danni a tutti i nemici; in più i nemici subiscono il 35% dei danni nei tre turni successivi.                           | Pioggia curativa: cura tutti gli angry birds e alleati del 20% e al bersaglio vengono rimosse le condizioni dannose.                                          |
| Chuck Viene salvato da Red nella prigione porcina. La sua abilità speciale è colpire tutti i nemici. Abilità di furia: Velocità della luce (tutti gli angry birds lanciano 5 attacchi colpendo nemici a caso).                                                                                              | Stregone: quarta classe sbloccata al picco nevoso. Indossa un cappello con un rubino che si piazza sulla fronte di Chuck; costa 500 grugnini.                                          | Fulmini a catena: il nemico bersaglio subisce il 100% dei danni; il fulmine colpisce altri tre nemici facendogli il 67%, il 45% e il 30% dei danni.       | Energizzazione: il bersaglio riempie per tre turni il peperoncino della furia del 5% e ha il 20% di possibilità che chi l'attacca venga stordito.             |
| Chuck Viene salvato da Red nella prigione porcina. La sua abilità speciale è colpire tutti i nemici. Abilità di furia: Velocità della luce (tutti gli angry birds lanciano 5 attacchi colpendo nemici a caso).                                                                                              | Sciamano: classe sbloccata alla valle gigante rossa. Indossa un turbante blu con un sole e un fulmine; costa 275 monete portafortuna.                                                  | Rombo di tuono: infligge il 45% dei danni a tutti i nemici e il bersaglio subisce il 25% dei danni in più; dura tre turni.                                | Furia del tuono: tutti i nemici che attaccano gli angry birds subiscono il 35% dei danni.                                                                     |
| Chuck Viene salvato da Red nella prigione porcina. La sua abilità speciale è colpire tutti i nemici. Abilità di furia: Velocità della luce (tutti gli angry birds lanciano 5 attacchi colpendo nemici a caso).                                                                                              | Illusionista: ultima classe introdotta con l'evento "Sonic Dash" | Scintilla danzante: infligge danni bassi. Il 25% di questi vengono inflitti a tutti i nemici.                                                             | Immagine speculare: crea un'immagine speculare dell'attaccante che attacca una seconda volta infliggendo il 50% dei danni.                                    |
| Matilda Viene sbloccata al giardino bianco e la sua abilità speciale è guarire gli alleati. Abilità di furia: Medicina bianca (tutti gli angry birds sono curati del 35% di salute e vengono rimossi gli effetti dannosi).                                                                                  | Chierico: prima classe di Matilda. Indossa la tipica cappa bianca con due trecce rosse sporgenti.                                                                                      | Assalto curativo: infligge il 100% dei danni e cura tutti gli angry birds del 20% della salute.                                                           | Scudo curativo: crea uno scudo e se un alleato viene colpito, gli altri vengono curati del 15% della salute; dura tre turni.                                  |
| Matilda Viene sbloccata al giardino bianco e la sua abilità speciale è guarire gli alleati. Abilità di furia: Medicina bianca (tutti gli angry birds sono curati del 35% di salute e vengono rimossi gli effetti dannosi).                                                                                  | Druido: seconda classe sbloccata alla laguna calcarea. Indossa dei capelli verdi con dei rami intrecciati; costa 200 grugnini.                                                         | Vitigno spinoso: infligge il 35% dei danni; in più il bersaglio subisce il 100% dei danni per tre turni.                                                  | Ricrescita: il bersaglio viene curato del 20% di salute, mentre tutti gli altri del 10%.                                                                      |
| Matilda Viene sbloccata al giardino bianco e la sua abilità speciale è guarire gli alleati. Abilità di furia: Medicina bianca (tutti gli angry birds sono curati del 35% di salute e vengono rimossi gli effetti dannosi).                                                                                  | Principessa: terza classe sbloccata alla barriera di stelle. Indossa dei capelli rosa acconciati a ciambella; costa 250 grugnini.                                                      | Comando reale: infligge il 125% dei danni e costringe tutti i maiali a attaccare l'angry bird con più salute.                                             | Aiuto reale: cura il bersaglio del 30% di salute e annulla tutti gli effetti dannosi.                                                                         |
| Matilda Viene sbloccata al giardino bianco e la sua abilità speciale è guarire gli alleati. Abilità di furia: Medicina bianca (tutti gli angry birds sono curati del 35% di salute e vengono rimossi gli effetti dannosi).                                                                                  | Sacerdote: quarta classe sboccata agli altopiani di cobalto orientali. Indossa un cappello blu e rosso con capelli grigi; costa 2000 grugnini.                                         | Tocco angelico: infligge il 55% dei danni due volte e chi attacca il bersaglio viene curato del 5% di salute; dura tre turni.                             | Collegamento spirituale: Matilda e il bersaglio condividono la guarigione (pozioni escluse).                                                                  |
| Matilda Viene sbloccata al giardino bianco e la sua abilità speciale è guarire gli alleati. Abilità di furia: Medicina bianca (tutti gli angry birds sono curati del 35% di salute e vengono rimossi gli effetti dannosi).                                                                                  | Bardo: classe sbloccata al mare del nord. Indossa dei capelli biondi con un velo di seta davanti e un fez rosso; costa 95 monete portafortuna.                                         | Heavy metal: infligge il 160% dei danni con 15% di possibilità di stordire il bersaglio.                                                                  | Canto lenitivo: cura tutti del 10% di salute; in più sono curati del 5% di salute per tre turni.                                                              |
| Matilda Viene sbloccata al giardino bianco e la sua abilità speciale è guarire gli alleati. Abilità di furia: Medicina bianca (tutti gli angry birds sono curati del 35% di salute e vengono rimossi gli effetti dannosi).                                                                                  | Strega: ultima classe introdotta con l'evento "Halloween" | Sinistra punizione: infligge danni pesanti di cui il 15% viene convertito in cure per Matilda. L'effetto dura 3 turni.                                    | Crescita gigante: aumenta salute e attacco dell'Angry Bird selezionato del 20%. L'effetto dura 3 turni.                                                       |
| Bomb Viene sbloccato alla spiaggia della cornucopia e la sua abilità speciale è aumentare l'attacco. Abilità di furia: Esplosione (infligge il 150% dei danni a tutti i nemici). | Pirata: prima classe sbloccata da Bomb. Indossa un cappello da capitano pirata con una piuma rossa.                                                                                    | Pugno: infligge il 100% dei danni. | Arrr!: aumenta la potenza d'attacco di tutti gli angry bird del 25%.                                                                                          |
| Bomb Viene sbloccato alla spiaggia della cornucopia e la sua abilità speciale è aumentare l'attacco. Abilità di furia: Esplosione (infligge il 150% dei danni a tutti i nemici). | Cannoniere: seconda classe sbloccata da Bomb alle grandi scogliere. Indossa un cappello da aviatore con degli occhialoni; costa 250 grugnini.                                          | Fuoco di copertura: infligge il 30% dei danni tre volte e abbassa la potenza del bersaglio del 20% per tre turni.                                         | Contrattacco: se l'angry bird bersaglio viene attaccato, questo contrattacca con il 40% dei suoi danni.                                                       |
| Bomb Viene sbloccato alla spiaggia della cornucopia e la sua abilità speciale è aumentare l'attacco. Abilità di furia: Esplosione (infligge il 150% dei danni a tutti i nemici). | Berserk: terza classe sbloccata al picco nevoso. Indossa un casco di cuoio con due corna storte; costa 500 grugnini.                                                                   | Furia: infligge l'85% dei danni che aumentano dell'1% per il 2% di peperoncino della furia pieno.                                                         | Frenesia: il bersaglio perde il 15% della salute, ma i nemici subiscono i danni persi.                                                                        |
| Bomb Viene sbloccato alla spiaggia della cornucopia e la sua abilità speciale è aumentare l'attacco. Abilità di furia: Esplosione (infligge il 150% dei danni a tutti i nemici). | Capitano: quarta classe sbloccata al mare del nord. Indossa il cappello da capitano con una benda che copre l'occhio destro; costa 750 grugnini.                                       | Raid: infligge il 90% dei danni e annulla tutti gli effetti benefici dal bersaglio.                                                                       | Attenti!: l'angry bird bersaglio perde il 10% della sua salute, ma la sua potenza aumenta del 60%.                                                            |
| Bomb Viene sbloccato alla spiaggia della cornucopia e la sua abilità speciale è aumentare l'attacco. Abilità di furia: Esplosione (infligge il 150% dei danni a tutti i nemici). | Lupo di mare: classe sbloccata agli altopiani di cobalto orientali. Indossa un cappello con trecce rasta e una paperella di gomma in cima; costa 275 monete portafortuna.              | Hulk spacca!: infligge il 125% dei danni che calano dell'1% per l'1% di salute persa.                                                                     | Tutti insieme: se l'angry bird bersaglio attacca, Bomb attacca con lui.                                                                                       |
| Bomb Viene sbloccato alla spiaggia della cornucopia e la sua abilità speciale è aumentare l'attacco. Abilità di furia: Esplosione (infligge il 150% dei danni a tutti i nemici). | Selvaggio del ghiaccio: ultima classe introdotta con l'evento "Le vacanze stanno arrivando"                                                                                            | Assalto ghiacciato: infligge danni pesanti che aumentano del 50% quando il nemico è congelato.                                                            | Barriera di ghiaccio: quando un alleato viene attaccato, colui che attacca ha il 25% di chance di rimanere congelato per un turno.                            |
| Blues Vengono sbloccati al mare del sud. Hanno varie abilità. Essi sono in ordine di altezza, dall'alto in basso, Jay, Jake e Jim . Abilità di furia: Uovo a sorpresa (infliggono il 200% dei danni a un maiale a caso, stordiscono un maiale a caso e rimuovono gli effetti benefici da un maiale a caso). | Imbroglioni: prima classe sbloccata dai Blues. Indossano un sacco di paglia a forma di testa di maiale.                                                                                | Polvere pruriginosa: infligge il 100% dei danni e annulla tutti gli effetti benefici dal bersaglio.                                                       | Coraggio: rimuove tutte le condizioni dannose dagli angry birds e aumenta la loro potenza del 15%.                                                            |
| Blues Vengono sbloccati al mare del sud. Hanno varie abilità. Essi sono in ordine di altezza, dall'alto in basso, Jay, Jake e Jim . Abilità di furia: Uovo a sorpresa (infliggono il 200% dei danni a un maiale a caso, stordiscono un maiale a caso e rimuovono gli effetti benefici da un maiale a caso). | Malandrini: seconda classe sbloccata alla baia pirata. Indossano una cappa viola con una pezza e due bottoni; costa 200 grugnini.                                                      | Poltiglia appiccicosa: infligge il 30% dei danni; inoltre il bersaglio subisce il 90% dei danni per tre turni.                                            | Trappola a dolcetti: i nemici attaccano l'angry bird bersaglio e subiscono il 100% dei danni.                                                                 |
| Blues Vengono sbloccati al mare del sud. Hanno varie abilità. Essi sono in ordine di altezza, dall'alto in basso, Jay, Jake e Jim . Abilità di furia: Uovo a sorpresa (infliggono il 200% dei danni a un maiale a caso, stordiscono un maiale a caso e rimuovono gli effetti benefici da un maiale a caso). | Cecchini: terza classe sbloccata alla foresta di bambù. Indossano un cappello a punta medievale; costa 500 grugnini.                                                                   | Volèe: infligge il 35% dei danni due volte; il bersaglio subisce il 25% dei danni in più per due turni                                                    | Imboscata: il bersaglio subisce danni al posto dei Blues; se viene attaccato, i Blues contrattaccano con il 50% della potenza.                                |
| Blues Vengono sbloccati al mare del sud. Hanno varie abilità. Essi sono in ordine di altezza, dall'alto in basso, Jay, Jake e Jim . Abilità di furia: Uovo a sorpresa (infliggono il 200% dei danni a un maiale a caso, stordiscono un maiale a caso e rimuovono gli effetti benefici da un maiale a caso). | Spie: quarta classe sbloccata alla meraviglia invernale. Indossano un classico completo da spia (cappotto e cappello) con una maschera per Jay (il Blues in alto); costa 300 grugnini. | Bomba fumogena: infligge l'85% dei danni al bersaglio, mentre gli altri subiscono il 35% dei danni.                                                       | Gioia: l'angry bird bersaglio viene curato del 15% dei danni subiti dai nemici.                                                                               |
| Blues Vengono sbloccati al mare del sud. Hanno varie abilità. Essi sono in ordine di altezza, dall'alto in basso, Jay, Jake e Jim . Abilità di furia: Uovo a sorpresa (infliggono il 200% dei danni a un maiale a caso, stordiscono un maiale a caso e rimuovono gli effetti benefici da un maiale a caso). | Infiltrati: classe sbloccata ai vecchi tumuli. Indossano un cappello azteco con delle piume; costa 150 monete portafortuna.                                                            | Punto debole: infligge il 90% dei danni; il bersaglio subisce il 30% dei danni per due turni.                                                             | Furbata: il bersaglio attacca un nemico a caso con il 35% della forza, ma gli effetti dannosi vengono applicati a tutti i nemici.                             |
| Blues Vengono sbloccati al mare del sud. Hanno varie abilità. Essi sono in ordine di altezza, dall'alto in basso, Jay, Jake e Jim . Abilità di furia: Uovo a sorpresa (infliggono il 200% dei danni a un maiale a caso, stordiscono un maiale a caso e rimuovono gli effetti benefici da un maiale a caso). | Cacciatori di tesori: ultima classe introdotta con l'evento "San Valentino" | Guadagnare tempo: infligge danni pesanti. C'è il 65% di probabilità di azzerare di 1 il contatore di carica del bersaglio.                                | Intoccabile: il bersaglio diventa immune agli effetti negativi e li riflette.                                                                                 |

## Aggiornamenti
Attraverso vari aggiornamenti vengono pubblicati nuovi livelli e nuove funzioni.
- v 1.0.12 - 4 agosto 2014 - Aggiunti 20 nuovi livelli nella caverna della cronistoria 6 e 7[6].

- v 1.0.14 - 15 settembre 2014 - Aggiunti 20 nuovi livelli nella caverna della cronistoria 8 e 9[7].

- v 1.1.0 - 10 ottobre 2014 - Aggiunto l'evento For the pirate king![8].

- v 1.1.1 - 21 ottobre 2014 - Aggiunti 20 nuovi livelli nella caverna della cronistoria 10 e 11[9].

- v 1.1.2 - 5 novembre 2014 - Aggiunto l'evento Under the cloud of night[10].

- v 1.1.3 - 11 novembre 2014 - Aggiunti 20 nuovi livelli nella caverna della cronistoria 12 e 13[9].

- v 1.1.4 - 17 novembre 2014 - Aggiunto l'evento Curse of the Necromancer[11].

- v 1.1.5 - 5 dicembre 2014 - Aggiunto l'evento For the pirate king![12].

- v 1.2.1 - 18 dicembre 2014 - Aggiornamento corposo[13] che aggiunge:

1. Battaglie nell'Arena con altre squadre e bandiere;
2. Personalizzazione delle bandiere con relative abilità;
3. Campionati settimanali;
4. Livelli nella Lega Arena.

- v 1.2.4 - 18 febbraio 2015 - Aggiunto l'evento Buon anno della capra[14].

- v 1.2.6 - 17 marzo 2015 - Modificate le missioni nell'arena e miglioramenti vari[15].

- v 1.2.7 - 15 aprile 2015 -  Aggiunto l'evento Dentro la giungla. Aggiunti ii livelli nella caverna della cronistoria 14 e 15. Aggiunta una nuova classe per Red, Guardia di Pietra, gratis per un 15 giorni completando delle missioni, e dopo a pagamento con 275 monete d'oro[16].